# Fête de Saint-Michel (La Ciotat)
La fête de Saint-Michel est une fête rituelle qui se déroule à La Ciotat, dans les Bouches-du-Rhône, en région Provence-Alpes-Côte d’Azur. Cette fête fut promue par les Français d'Algérie de Mers el Kébir arrivés en France au début des années 1960, à la suite de l'indépendance de l’Algérie (1962).
La fête de Saint-Michel de La Ciotat est une pratique rituelle et festive inscrite à l’Inventaire du patrimoine culturel immatériel en France.

## Historique
Entre les années 1870 et 1880 s’installa à Mers el Kébir une forte communauté de Procida (Italie). Alors qu’ils vénéraient saint Michel en Italie, ils décidèrent d’importer ce culte lors de leur installation en Algérie. Une véritable nouvelle communauté se forma, au point de donner naissance en 1878 à une confrérie, sur le modèle de celle de Procida. Cette dernière était non seulement religieuse mais assurait aussi un secours mutuel à ses membres grâce à leurs cotisations. La confrérie de Mers el Kébir, et plus tard de La Ciotat, fut une copie parfaite de celle de Procida, avec les mêmes costumes et les mêmes coutumes. 
La fête de Mers el Kébir, initialement célébrée le 8 mai (apparition du saint), fut décalée au 29 septembre et c’est encore autour de cette date qu’est célébré le saint à La Ciotat depuis 1968. 
De nombreuses statues de saint Michel furent également ramenées en France dans les années 1960. On les retrouve tout le long de la côte méditerranéenne. 

## Fête de Saint-Michel
Pour des raisons pratiques la fête de Saint-Michel à La Ciotat ne se déroule pas forcément le 29 septembre mais le dernier dimanche de septembre. Ce jour-là, les émigrés de Mers el Kébir se rassemblent à l’église Notre-Dame de l’Assomption pour une messe, célébrée conjointement par des prêtres originaires de Mers el Kébir et de la paroisse de La Ciotat et de Ceyreste. Après la messe, les fidèles se retrouvent sur le parvis de l’église pour la bénédiction de la mer et le départ de la procession consacré à Saint Michel. Sa statue est portée en avant du cortège par les petits-enfants des porteurs de Mers el Kébir. Le défilé vers la chapelle de l’Œuvre-de-Jeunesse est animé par des cantiques. 
Arrivée à la chapelle, la statue est exposée et les fidèles se regroupent autour de tables pour un grand pique-nique. Le repas se compose la plupart du temps de spécialités oraniennes.